# Jag har i himlen en vän så god
Jag har i himlen en vän så god är en sång om Frälsaren och himmelens glädje med text från 1886 av Nils Frykman. Ursprungspsalmen har 6 verser, men i Psalmer och sånger bara 5 verser sedan två verser arbetats samman till en.  I Guds lov 1935 lyder v.1: "...han hörer alltid", v.2: "för mig han stridde", v.3: "på mina skulder".  I Lova Herren 1988 ändrats i v.1: "...som jag skall bära",  v.2: "för mig han stred, och han seger vann,  och i v.3: "på mina skulder han gjorde slut", "jag är i honom helt ren för Gud".
Melodi en bearbetad form av Det sjöng en fågel på lindekvist skriven 1872 av Theodor Söderberg och användes också i Pilgrimstoner 1886.

## Publicerad i
- Nya Pilgrimssånger 1892 som nr 306, med 7 verser, under rubriken "Trygghet, glädje och tröst".
- Herde-Rösten 1892 som nr 463 under rubriken "Hemlandssånger"
- Svensk söndagsskolsångbok 1908 som nr 69 under rubriken "Frälsningen i Kristus".
- Guds lov 1935 som nr 451 med viss bearbetning, under rubriken "Hemlandssånger".
- Förbundstoner 1957 som nr 77 under rubriken "Guds uppenbarelse i Kristus: Jesu person och verk".
- Lova Herren 1988 som nr 422 med viss bearbetning, under rubriken "Guds barns trygghet och frid".
- Psalmer och Sånger 1987 som nr 606 under rubriken "Att leva av tro - Skuld - förlåtelse".[2]
- Segertoner 1988 som nr 567 under rubriken "Att leva av tro - Glädje - tacksamhet".[1]

### Fotnoter
1. 1 2 3  Heinerborg, Karl-Erik; Lennart Jernestrand (1988). Segertoner melodisångbok. Stockholm: Förlaget Filadelfia. Libris 911558
2. ↑   Psalmer och sånger. Örebro: Libris. 1987. Libris 7623713. ISBN 91-7214-134-4